# Brivet
Brivet – rzeka we Francji, przepływająca przez tereny departamentów Loara Atlantycka, o długości 35 km. Stanowi prawy dopływ rzeki Loary. 
Brivet jest ostatnim prawym dopływem Loary przed jej ujściem do Atlantyku.